# Латипов Урал Рамдракович
Урал Рамдракович Латипов (біл. Урал Рамдракавіч Латыпаў, * 28 лютого 1951, с. Катаєво, Бакалінський район, Башкирська АРСР, РРФСР, СРСР) — білоруський державний діяч і дипломат татарського походження, Міністр закордонних справ Білорусі (1998-2000).

## Біографія
Народився 28 лютого 1951 року в татарській родині в селі Катаєво (Бакалінський район, Башкирська АРСР). 
Закінчив Казанський державний університет (Татарстан), юридичний факультет; Вищу школу КДБ БРСР в Мінську. Доктор юридичних наук. Професор. 
Володіє російською, англійською, французькою мовами.
З 1974 по 1989 — служив в органах КДБ.
З 1989 по 1994 — начальник кафедри спеціальних дисциплін, заступник начальника Інституту національної безпеки Білорусі з наукової роботи.
З 1994 по 1998 — помічник Президента Білорусі.
З 1998 по 2000 — віце-прем'єр — міністр закордонних справ Білорусі.
З 2000 по 2001 — Державний секретар Ради Безпеки Білорусі — помічник президента з питань національної безпеки.
З 2000 по 2001 — Представник держави у ВАТ «Білзовнішекономбанк»
З 2001 по 2004 — глава Адміністрації Президента Республіки Білорусь Олександра Лукашенка.
У 2006 — призначений на посаду голови консультативної ради ІП «ЛУКОЙЛ-Білорусь».
З 2009 — очолює компанію «Директ Менеджмент».